# Rondo pour piano et orchestre K. 386
Le Rondo pour piano et orchestre en la majeur, K. 386, est un rondo de concert composé par Wolfgang Amadeus Mozart à la fin de 1782, selon Alfred Einstein, musicologue et spécialiste de Mozart.

## La composition
Mozart a écrit l'œuvre approximativement au même moment qu'il composait ses trois concertos pour piano de Vienne, numéros 11, 12 et 13. 
Durant un moment, on a pensé que Mozart avait laissé cette composition inachevée car lorsque Constance Mozart a vendu le manuscrit en 1799 à l'éditeur Johann Anton André, les dernières pages étaient perdues. Cependant, Alan Tyson est arrivé à la conclusion en 1980 qu'elles se trouvaient à la British Library. D'autre part, le reste de l'autographe avait été démembré et dispersé. La seule version complète connue était l'arrangement pour piano de Cipriani Potter, approximativement en 1838. Alfred Einstein, en employant cette version et les deux seules feuilles alors connues de l'œuvre, a publié une reconstitution du rondo en 1936. Les feuilles du manuscrit qui sont réapparues postérieurement ont été prises en compte dans la Neue Mozart-Ausgabe. À la fin de 1962, le travail a été achevé par Paul Badura-Skoda et Charles Mackerras. Les dernières feuilles découvertes par Tyson font aujourd'hui partie des enregistrements les plus récents du rondo, comme ceux de Murray Perahia et Malcolm Bilson.

## Possibles intentions
Alfred Einstein a estimé que la pièce a été conçue par Mozart comme final original ou alternatif au Concerto pour piano no 12 en la majeur. Les deux compositions ont la même tonalité, et les deux ont été composées au même moment.
Cependant, il existe des différences considérables. Mozart a composé les trois concertos pour être a quattro (soliste avec un accompagnement des cordes), alors que le rondo ne peut être interprété de cette manière, puisque les violoncelles ont une partie indépendante de celle des contrebasses. La première page du manuscrit a reçu un titre et a été datée par Mozart, ce qui suggère que la pièce est indépendante.

## Description
Le Rondo est marquée Allegretto à 
, ce qui lui donne un caractère vif mais paisible. La composition commence, comme beaucoup des œuvres concertantes de Mozart, par les cordes, qui jouent le thème principal de la pièce. Également typique des débuts de las œuvres pianistiques et orchestrales de Mozart est le fait que le piano soliste entre après une minute pendant laquelle l'orchestre joue. Le piano commence par interpréter à nouveau le thème principal, mais d'une manière très intime et élégante. En suite, apparaît un second thème, et se mélangent des éléments frivoles et joueurs avec des sections plus intérieures et rêveuses. Réapparaît le thème original, suivi par une autre mélodie différente, plus imposante et sérieuse que les précédentes, jusqu'au retour de la mélodie originale. La pièce se conclut par une coda en véritable forme de rondo, avec une structure A-B-A-C-A-D. L'interprétation dure entre huit et dix minutes, selon comme la partition a été complétée.